# L'intramontabile follia in concert
L'intramontabile follia in concert è un album di Lara Saint Paul, pubblicato nel dicembre 1991 dalla Fonit Cetra.

## Tracce
| #   | Titolo | Durata |
| --- | --- | ------ |
| 01. | The Shadow of Your Smile • Musica: Johnny Mandel • Testo: Paul Francis Webster                             | 3:26   |
| 02. | Stormy Weather • Musica: Harold Arlen, Ted Koehler                                                         | 1:07   |
| 03. | Blues in the Night • Musica: Harold Arlen • Testo: Johnny Mercer                                           | 1:18   |
| 04. | The Man I Love • Musica: George Gershwin • Testo: Ira Gershwin                                             | 1:18   |
| 05. | My Funny Valentine • Musica: Richard Rodgers • Testo: Lorenz Hart                                          | 4:04   |
| 06. | C'est si bon • Musica: Henri Betti • Testo: André Hornez                                                   | 2:50   |
| 07. | What a Wonderful World • Musica: Bob Thiele (con lo pseudonimo George Douglas) • Testo: George David Weiss | 3:17   |
| 08. | In the Mood • Musica: Joe Garland • Testo: Joe Garland                                                     | 2:15   |
| 09. | Memory • Musica: Andrew Lloyd Webber • Testo: Andrew Lloyd Webber                                          | 5:02   |
| 10. | Fly Me to the Moon • Musica: Bart Howard • Testo: Bart Howard                                              | 2:24   |
| 11. | Summertime • Musica: George Gershwin • Testo: DuBose Heyward e Ira Gershwin                                | 3:22   |
| 12. | Sentimental journey • Musica: Budgreeh • Testo: Leshrown e Benhomer                                        | 2:26   |
| 13. | Hallo Dolly • Musica: Jerry Herman • Testo: Jerry Herman                                                   | 1:54   |
| 14. | Old Mc Donald • Musica: Tradizionale • Testo:                                                              | 2:17   |
| 15. | Magic Music • Musica: • Testo:                                                                             | 2:06   |